# Mathieu Baudran
Mathieu Baudran, né le 18 septembre 1751 à Crémieu (province du Dauphiné, aujourd'hui département de l'Isère), mort le 4 mars 1810 à Vienne, est un homme politique de la Révolution française.

## Biographie
La monarchie constitutionnelle, mise en place par la constitution du 3 septembre 1791, prend fin à l'issue de la journée du 10 août 1792 : les bataillons de fédérés bretons et marseillais et les insurgés des faubourgs de Paris prennent le palais des Tuileries. Louis XVI est suspendu et incarcéré avec sa famille à la tour du Temple.
En septembre 1792, Mathieu Baudran, alors juge au tribunal de Vienne, est élu député du département de l'Isère, le premier sur neuf, à la Convention nationale.
Il siège sur les bancs de la Plaine. Lors du procès de Louis XVI, il vote la mort, et rejette l'appel au peuple et le sursis à l'exécution de la peine. En avril 1793, il est absent lors du scrutin sur la mise en accusation de Jean-Paul Marat. En mai, il est également absent lors du scrutin sur le rétablissement de la Commission des Douze.
Le 19 septembre 1793, Jean Julien (député Montagnard de la Haute-Garonne), membre du Comité de sûreté générale, reproche à Mathieu Baudran et à son collègue Joseph Servonat d'avoir envoyé aux autorités du département de l'Isère une lettre dans laquelle ils dénonçaient les journées du 31 mai et du 2 juin. Tous deux, ainsi que leur collègue Louis-Benoît Genevois-Duraisin, sont également mentionnés comme ayant protesté contre les évènements, dans le procès-verbal des autorités constituées de l'Isère. Ils ne sont cependant pas décrétés d'arrestation le 3 octobre après le rapport de Jean-Pierre André Amar.
Après la chute de Robespierre, Mathieu Baudran adhère à la réaction thermidorienne. En brumaire an III (octobre 1794), il est élu membre de la Commission des Vingt-et-Un chargée d'examiner la conduite de Jean-Baptiste Carrier (député du Cantal), accusé d'être responsable des noyades de Nantes. En nivôse (janvier 1795), il est envoyé en mission dans le département de la Mayenne, auprès de l'armée des côtés de Brest et de l'armée des côtes de Cherbourg.
Sa présence est signalée en Mayenne le 2 février 1795. Dans la séance du 16 avril 1795, on lut à la Convention une lettre datée de Laval, du 15 germinal, an III dans laquelle il annonçait que « les braves frères d'armes, au nombre de 200, ont, le 13 de ce mois, mis en déroute 1 500 chouans ». Bien qu'on le soupçonnât à Laval d'être d'intelligence avec les terroristes, il ordonna le 19 avril 1795 de faire des perquisitions chez eux et d'enlever leurs armes. Baudran logeait à Laval chez Prosper Delauney.
Il dut rentrer peu de temps après à la Convention, qui le chargea d'instruire le procès de Jean-Baptiste Carrier.